# 오앤오 엔터테인먼트의 음반
이 문서는 오앤오 엔터테인먼트에서 발매한 음반 목록이다.

## 2010년대
- 2016년 4월 5일 아웃사이더 - [Digital Single] 피고 지는 날들[1]
- 2016년 4월 13일 아웃사이더,타이미 - [Digital Single] 엘펜의 북소리
- 2016년 4월 18일 아웃사이더 - 정규4집 리패키지 (Become Stronger)
- 2016년 6월 16일 프리마테 - [Digital Single] Mental
- 2016년 7월 1일 장문복 - [Digital Single] 힙통령
- 2016년 8월 20일 타이미 - SYMBOL
- 2016년 10월 6일 트윈나인 - [Digital Single] 하루
- 2016년 11월 3일 트윈나인 - [Digital Single] Try
- 2016년 11월 10일 아웃사이더 - [Digital Single] 카악 퉤
- 2016년 11월 17일 장문복 - [DIgital Single] 췍 (힙통령 사운드)
- 2017년 3월 3일 구자명 - [Digital Single] 연남동
- 2017년 3월 9일 장문복 - [Digital Single] 나야 나 (PICK ME)[2]
- 2017년 3월 22일 투탁 - [Digital Single] 도베르만 바디
- 2017년 5월 6일 장문복 - [Digital Single] 나야 나 (PICK ME) (Piano Ver.)[3]
- 2017년 5월 17일 구자명 - [Digital Single] 뒤를 돌아봐
- 2017년 6월 30일 투탁 - Noir (1676)
- 2017년 7월 20일 장문복 - [Digital Single] 같이 걸을래
- 2017년 7월 23일 아웃사이더 - [Digital Single] 인앤아웃 (IN&OUT)
- 2017년 8월 14일 타이미 - [Digital Single] 우주라잌
- 2017년 9월 13일 프리마테 - [Digital Single] Benjaminbarker:벤자민바커
- 2017년 10월 29일 블랙맘바,리미트리스 - [Digital Single] 믹스나인 Part.1
- 2017년 11월 19일 블랙맘바,리미트리스 - [Digital Single] 믹스나인 Part.3
- 2017년 12월 8일 장문복, 성현우 - [Digital Single] 겁먹지마
- 2018년 3월 6일 장문복 - Peeps
- 2018년 3월 14일 아웃사이더 - [Digital Single] 3.14
- 2019년 7월 9일 리미트리스 - [Digital Single] 몽환극
- 2019년 11월 28일 리미트리스 - Wish Wish
- 2019년 12월 13일 아웃사이더 - [Digital Single] 멀어져[4]

## 2020년대
- 2021년 2월 18일 A.M - [Digital Single] 미련없어
- 2022년 1월 2일 장문복 - [Digital Single] 니가 멀어지는 이유
- 2022년 5월 26일 장문복 - [Digital Single] 어쩔 수 없나 봐
- 2022년 9월 1일 에이리드 - [Digital Single] First Flight
- 2022년 12월 19일 에이리드 - [Digital Single] Super Freaky Girls